# دفتر تحقیقات بالینی

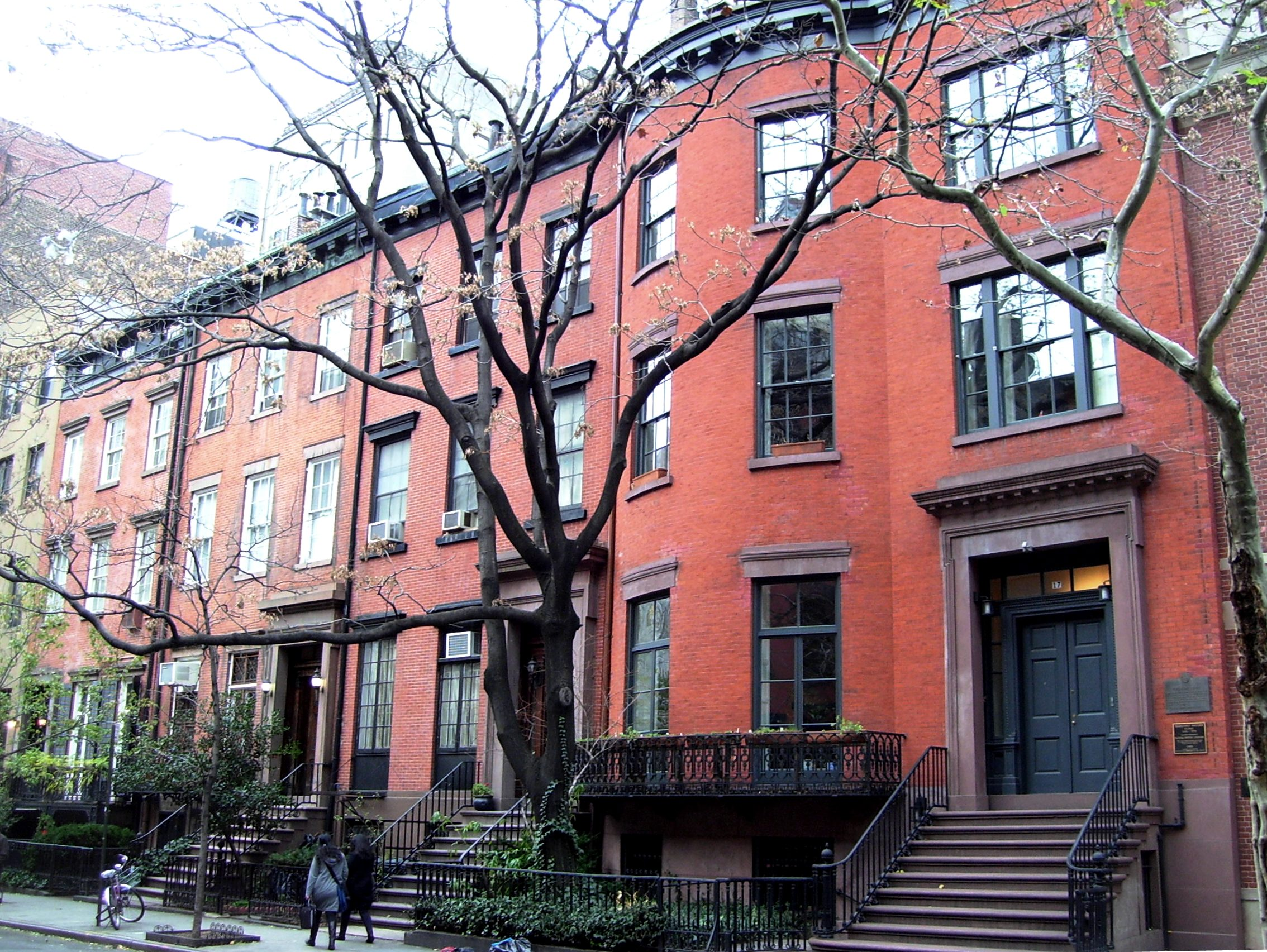
دفتر تحقیقات بالینی (مخفف: CRB، درمانگاه مارگارت سنگر واقع در شهر نیویورک) که از سال ۱۹۳۰ تا ۱۹۷۳ فعال بود.

دفتر تحقیقات بالینی (به انگلیسی: Clinical Research Bureau) نخستین درمانگاه پیشگیری از بارداری در کشور ایالات متحده آمریکا بود. این درمانگاه در پی جنبش پیشگیری از بارداری ایالات متحده که با قوانین ضد پیشگیری از بارداری مبارزه می‌کرد تأسیس شد. چند سال پس از حکم دادگاه تجدیدنظر نیویورک در سال ۱۹۱۸ مبنی بر اجازه استفاده از ابزار پیشگیری از بارداری در صورت تجویز پزشک مارگارت سنگر تصمیم به بازگشایی دومین درمانگاه پیشگیری از بارداری گرفت که اینبار به استخدام پزشکان پرداخت تا طبق حکم دادگاه به آن جنبه قانونی بدهد. (اولین باری که سنگر تلاش به بازگشایی درمانگاه پیشگیری از بارداری و استخدام پرستار کرده بود خیلی زود پس از بازگشایی توسط پلیس بسته شده بود) دومین درمانگاه که به نام دفتر تحقیقات بالینی (مخفف:CRB) خوانده می‌شد در تاریخ ۲ ژانویهٔ ۱۹۲۳ بازگشایی شد. برای جلوگیری از آزار اذیت توسط پلیس این درمانگاه تأسیس خود را عمومی و رسانه ای نکرد و با تظاهر به عنوان یک دفتر تحقیقات علمی کار خود را انجام می‌داد. موجودیت این درمانگاه نهایتاً در دسامبر ۱۹۲۳ به عموم اطلاع داده شد اما اینبار هیچگونه بازداشت یا بحثی در موجودیت آن وجود نداشت که این خود فعالان اجتماعی را متقاعد ساخت که پس از یک جریان ده ساله بالاخره پیشگیری از بارداری به‌طور گسترده در جامعه آمریکا پذیرفته شده‌است. دفتر تحقیقات بالینی (یا همان سی‌آربی) نخستین درمانگاه پیشگیری از بارداری قانونی در ایالات متحده آمریکا بود و خیلی زود به مرکز تحقیقات پیشگیری از بارداری پیشرو در جهان تبدیل شد. در سال ۱۹۲۸ این درمانگاه نام خود را به دفتر درمانگاه پیشگیری از بارداری (به انگلیسی: Birth Control Clinical Research Bureau) تغییر داد.

## تاسیس
این درمانگاه که به همت مارگارت سنگر تأسیس شده بود، در سال ۱۹۲۳ در شهر نیویورک افتتاح شد و تحت هدایت سازمان پیشگیری از بارداری آمریکا(ABCL) فعالیت می‌کرد. در سال ۱۹۲۸، سنگر از ریاست این سازمان  استعفا داد و کنترل کامل درمانگاه را به عهده گرفت و نام آن را به دفتر تحقیقات بالینی پیشگیری از بارداری (BCCRB) تغییر داد.  BCCRB و ABCL در سال ۱۹۳۹ تحت عنوان تازه فدراسیون پیشگیری از بارداری آمریکا ادغام شدند. ( که در سال ۱۹۴۲ به فدراسیون فرزندپروری تنظیم‌شده آمریکا (PPFA) تبدیل شد که منجر به حفظ بیشتر استقلال درمانگاه شد). در سال ۱۹۴۰ این درمانگاه به افتخار بنیانگذارش، به دفتر تحقیقات مارگارت سنگر تغییر نام یافت.